# Michel Chavarria
 (juin 2023).
Pour les articles homonymes, voir Chavarria.
Michel Chavarria est un luthier français, né le 27 juillet 1953. Il est le fondateur de la marque Lâg.
D'abord guitariste chanteur et compositeur au sein du groupe toulousain Madrigal dans les années 1970, il se lance dans la manufacture de guitares en 1978.
Il est désormais reconnu comme l'un des pionniers de la guitare électrique française, et incarne de nos jours la production tricolore.

## Biographie
Fils d'un père espagnol, tapissier sur meubles et joueur de rugby, et d'une mère française dactylographe, Michel Chavarria naît à Toulouse en 1953.
Dans les années 1970, il compose chante et joue de la guitare avec Madrigal, groupe de pop/rock progressif / planant inspiré de Pink Floyd ; il participe à de nombreux festivals avec d'autres Toulousains comme Paul Personne et Bracos Band (puis Backstage) , Decibel, Taxi Way...
Puis il se consacre à la lutherie (guitares électriques Lâg) avec un succès croissant.
En 1978, Michel Chavarria épouse Danielle Michaud, avec laquelle il aura deux enfants : Damien Chavarria (1978) et John Chavarria (1986).